# 美国殖民协会
美国殖民协会（英語：American Colonization Society，缩写为ACS）是一个在利比里亚成立的殖民组织。
「伊丽莎白號」是第一艘運送獲解放美國黑人奴隸的船隻，於1820年2月6日由紐約港出航，當時船上共有86名黑人。在之後的10年，共有2638美國非裔黑人陸續移居賴比瑞亞（一部分是白人奴隸主的穆拉托人子女）。